# Ballet Mécanique
Das Ballet Mécanique (Ballet pour Instruments Mécaniques et Percussion) des US-amerikanischen Komponisten George Antheil gilt als eines der Schlüsselwerke des frühen 20. Jahrhunderts, spaltete die Musikwelt und führte zu den größten Skandalen der Musikgeschichte.

## Vorgeschichte
George Antheil kannte schon vor seinem Parisaufenthalt (1923) – entgegen allen bisherigen Annahmen – das Pianola. Um 1985 entdeckte der kanadische Pianist Marc-André Hamelin auf einem Trödelmarkt in den USA einen Lochstreifen mit einer Komposition Antheils – Mécanique No.1 – die in keinem Werkverzeichnis aufgeführt ist und die dem Genre der Maschinenmusik zugerechnet werden kann: Maschinenhaft stampfende Akkorde werden überlagert von einem immer schneller ablaufenden Räderwerk. Mit hoher Wahrscheinlichkeit handelt es sich um ein Fragment. Die Datierung (1920) lässt vermuten, dass es sich um Antheils erste Komposition für Selbstspielklavier handelt. Das musikalische Material wurde später im zweiten Satz "Snakes" seiner Klaviersonate Sonata Sauvage (1922/23) verwendet.
Als Antheil am 13. Juni 1923 mit seiner Frau Böski in Paris eintraf, wo das Paar mehrere Jahre bleiben sollte, besuchten sie abends ein Strawinskykonzert, in dem u. a. Les Noces aufgeführt wurde. In dieser Komposition hatte Strawinsky ursprünglich mehrere mechanische Musikinstrumente vorgesehen, darunter auch ein Pianola. Probleme bei der Synchronisation bewogen ihn jedoch, auf diese Instrumentierung zu verzichten. Antheil und seine Frau besuchten Strawinsky am nächsten Tag in den Räumen der Klavierfabrik Pleyel, die neben Klavieren auch Pianolas (Pleyela) herstellte und die Strawinsky für mehrere Jahre ein Studio zur Verfügung stellte, in dem er seine Ballettmusiken für Pianola bearbeitete. Strawinsky spielte seinen Gästen die Pianolafassung von Les Noces vor, und Antheil war begeistert: „Mir gefiel diese Fassung sogar noch besser als die, die wir am Abend zuvor gehört hatten. Sie war präziser, kühler, härter, typischer für das, was ich um jene Zeit selber aus der Musik herausholen wollte.“
Wahrscheinlich hatte Antheil mit der Komposition, die später das Ballet Mécanique werden sollte, bereits 1922 in Berlin begonnen, und zwar unter dem Titel Message to Mars. Die Verwendung von Pianolas dürfte jedoch entscheidend durch Strawinskys Vorführung angeregt worden sein. Bald darauf entstand die Idee, dieses Werk als Begleitmusik für einen abstrakten Film zu nutzen. Ezra Pound, mit dem Antheil eine enge Freundschaft verband, war von dieser Idee begeistert, und er konnte die amerikanischen Kameramänner Dudley Murphy und Man Ray sowie den Maler Fernand Léger für dieses Projekt interessieren. Die Aussagen darüber, wie dieser Film tatsächlich zustande kam, sind so widersprüchlich, dass die Entstehungsgeschichte nicht mehr nachvollziehbar ist. Auf jeden Fall entstand der erste surrealistisch-dadaistische Film, aber unüberwindbare Probleme bei der Synchronisierung von Film und Musik führten bald zu einem Ende der Zusammenarbeit und es entstanden zwei eigenständige Kunstwerke. Der Film wurde zuerst fertig und am 4. September 1924 bei der Internationalen Ausstellung für Theatertechnik in Wien uraufgeführt. In seiner Autobiographie schreibt Antheil: „Mein Ballet Mécanique hatte bereits eine Reihe halb privater Uraufführungen erlebt, einige bei Jacques Benoist-Méchin, andere mit dem Film von Léger und Murphy; letzteres blieb allerdings ein Versuch, da es uns nie gelang, den Film einigermaßen mit der Musik zu synchronisieren.“ Der erhaltene Film hat eine Spieldauer von 18 Minuten, die Musik dauert etwa 28 Minuten. Es gibt eine Theorie, nach der die ursprüngliche Form des Films Nacktszenen enthielt, die später einer Zensur zum Opfer gefallen sind. So wäre der gravierende Unterschied in der Dauer von Film und Musik erklärbar.

## Partituren und Lochstreifen

### Erste Fassung für vier Klaviere
Aus den zwanziger Jahren sind zwei Partituren des Ballet Mécanique erhalten: Die erste, mit 1924 bis 1925 datierte Fassung Ballet Mécanique mit der Widmung „for my best of friends Jack Benoist-Méchin“ beschränkt sich auf vier Klavierstimmen, die meist als Pianolastimmen missdeutet wurden. Diese Stimmen sind durchaus ‚pianistisch‘ und zeigen – sieht man einmal von rasenden Geschwindigkeiten ab – keine ‚grifftechnischen Unmöglichkeiten‘, wie sie bei Originalkompositionen für Pianola üblich sind.
In der Anordnung der Noten und in der Verteilung auf die Systeme berücksichtigte Antheil immer die Möglichkeiten eines (oder mehrerer) Pianisten. So werden z. B. chromatische Glissandi, die von einem Pianola problemlos ausführbar wären, auf Schwarztasten- und Weißtastenglissandi aufgeteilt, die auf vier ‚Pianisten‘ verteilt werden. Die gleiche – für ein Pianola sinnlose – Aufteilung auf verschiedene Systeme (Hände) findet man auch bei chromatischen Clustern – hier finden sich sogar Angaben, wie sie von Pianisten zu spielen sind (z. B. mit dem Unterarm). Rasende Tonkaskaden sind immer so gesetzt, dass sie einem Pianisten (und Antheil galt als hervorragender Pianist) gut ‚in den Händen liegen‘. Dies zeigt, dass Antheil bei der Komposition niemals die Möglichkeiten eines Pianolas, sondern ausschließlich diejenigen eines Pianisten vor Augen hatte.
Dies zeigt, dass diese Komposition ursprünglich für vier Pianisten konzipiert wurde und ohne wesentliche Änderungen auf das Pianola übertragen wurde. Diese Fassung diente sowohl als Grundlage für die Lochstreifen (Notenrollen) als auch für die zweite Fassung Ballet pour Instruments Mécaniques et Percussion mit zusätzlichen Instrumenten.

### Zweite Fassung mit 16 Pianolas

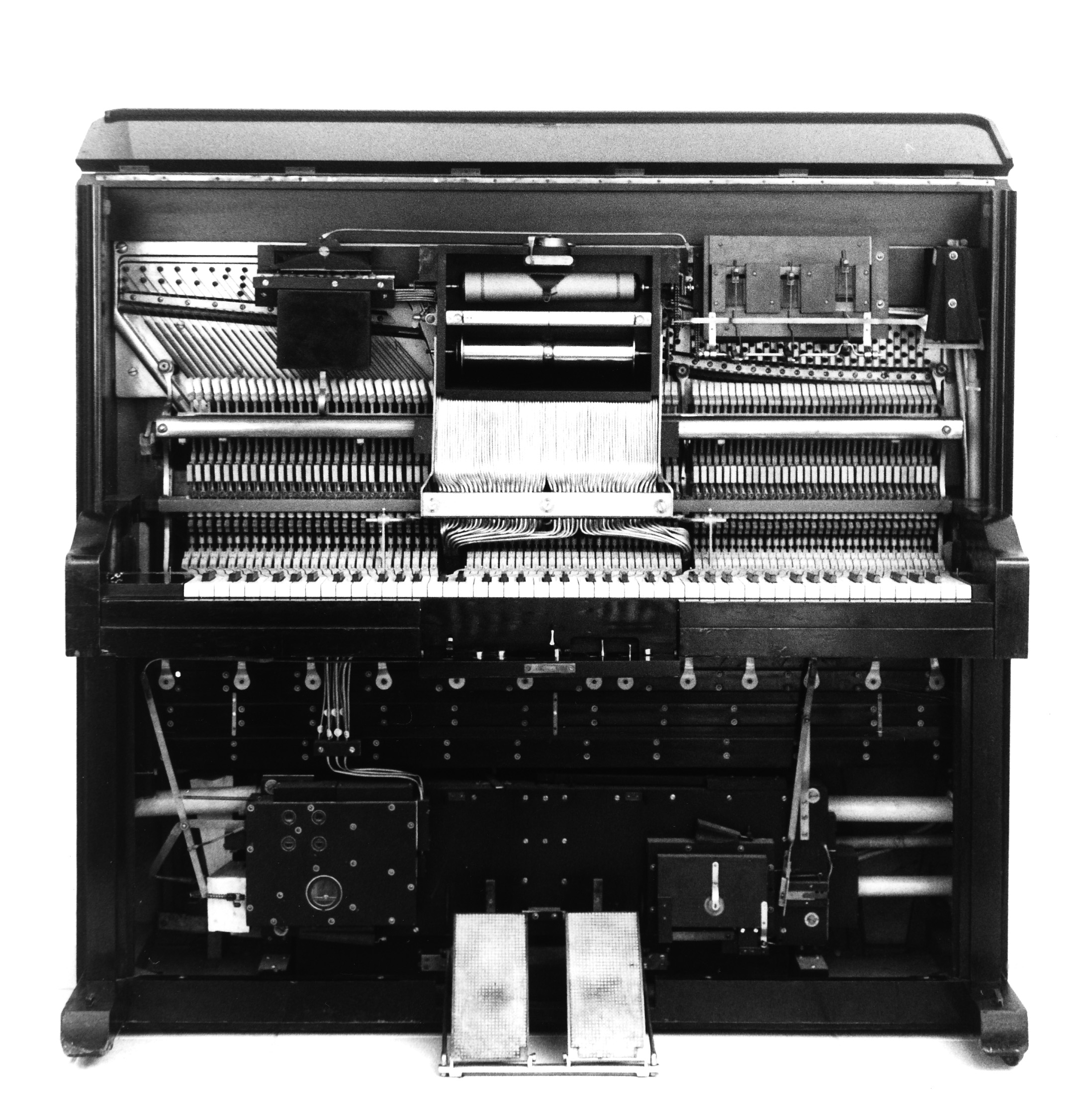
Hupfeld Phonola

Die zweite Partitur mit dem Titel Ballet pour Instruments Mécaniques et Percussion enthält neben den vier Klavierstimmen, die nun eindeutig den Pianolas 1 bis 4 zugeordnet sind, zwei weitere Klavierstimmen für Pianisten, drei Xylophone, vier Basstrommeln, Tamtam, elektrische Klingeln, drei unterschiedliche Propeller und eine Sirene. Antheil stellte sich allerdings eine vierfache Besetzung der Pianolastimmen vor, so dass insgesamt 16 Pianolas in Vierergruppen von einem siebzehnten Pianola gesteuert werden sollten. Obwohl die Firma Pleyel ein Patent (No. 207 798 vom Nov. 1922) zur synchronen Steuerung von Pianolas besaß, gelang keine zufrieden stellende Synchronisation, so dass für damalige Aufführungen nur ein Pianola genutzt werden konnte. Auch von dieser Fassung ließ Antheil (1926) Lochstreifen stanzen, auf denen auch die zusätzlichen Instrumente berücksichtigt wurden.

### Dritte Fassung ohne Pianolas
1953 arbeitete er das Werk nochmals um, wobei er radikale Veränderungen vornahm und es um mehr als die Hälfte kürzte. Er verzichtete auf das Pianola, strich ganze Szenen und kürzte enervierende Wiederholungen und extreme Stilleperioden. Diese heute meist aufgeführte Version ist nur noch ein Schatten der einstmals kraftvoll-innovativen, provozierenden Form für Pianola.

### Die Lochstreifen (Notenrollen)
Bei der Herstellung eines Lochstreifens werden alle gewünschten Stimmen einer Partitur auf einen Lochstreifen übertragen und anschließend gestanzt. Antheil markierte z. B. Noten, die nicht gestanzt werden sollten – „these notes remain only for the 8-hand-four-piano arrangement“. Auch dies darf als Hinweis gewertet werden, dass Antheil das Werk ursprünglich für vier Pianisten konzipierte. Da ein Lochstreifen maximal zwölf Minuten Musik aufnehmen kann, musste die Komposition wegen ihrer Länge von fast 30 Minuten auf drei Lochstreifen verteilt werden. Zur Herstellung der Lochstreifen durch die Firma Pleyel gab Antheil genaue Anweisungen.
Antheil bemerkt im Dezember 1925 in einem 'Vorwort' zu den Lochstreifen:
Die erste Edition sei auf 20 Kopien begrenzt. Es handelt sich nur um die Stimmen der 16 Pianolas, ohne Xylophon, Trommeln und andere Perkussionsinstrumente, die sich in der Partitur befinden. Es sind die Mutterrollen, die die 16 Pianolas von einem Kontrollinstrument aus steuern und je nach Lautstärke ein oder 16 Instrumente einschalten. Diese Rollen waren nur für Musiker bestimmt, weil nur sie die Bedeutung von langen Pausen und Wiederholungen als 'Begleitung' für das Schlagzeug, das nicht auf der Rolle gestanzt ist, verstehen konnten. Diese Ausgabe ist die "Orchester-Piano Edition" und sie wurde im Juli/August 1925 bei Pleyel gestanzt. Eine zweite Edition von 400 Rollen, die im Januar 1926 gestanzt werden sollte, enthielt neben den Pianolastimmen auch die Stimmen der Perkussionsinstrumente. Diese Version war nicht für öffentliche Aufführungen, sondern nur für den Privatgebrauch gedacht. Darüber hinaus gibt es ausführliche Stanzanweisungen Antheils an Pleyel. Die Rollen befinden sich heute in der Curtis Institute Library.
Offensichtlich wurden niemals Rollen gestanzt, die die Einzelstimmen der Pianolas enthalten.

## Das Werk
The Pianola is the solo voice, the heartbeat of Ballet Mécanique, schrieb Antheil an seinen Freund Ezra Pound.
Im Mittelpunkt von Antheils Ballet pour Instruments Mécaniques et Percussion steht quasi als „Solist“ das Player Piano (Pianola), das weder als Melodie- noch als Harmonieinstrument, sondern vorwiegend perkussiv verwendet wird. Harte Dissonanzen, ausgedehnte Cluster, Akkordballungen mit über 30 gleichzeitig angeschlagenen Tönen, etwa 600 Taktwechsel in 1240 Takten sowie ragtimeartige Sequenzen unterstreichen die Maschinenästhetik.
Neuartig sind die permanenten Wiederholungen einer kurzen rhythmisch strukturierten Clusterphrase über 180 Takte hinweg (in über zweieinhalb Minuten), rasende Tonkaskaden mit 200 Tönen pro Sekunde sowie bis zu 20 Sekunden andauernde Perioden der Stille, die hier erstmals – und somit fast ein halbes Jahrhundert vor John Cage – als integrierter Bestandteil einer Komposition verwendet wurde.
Antheil äußerte sich häufig über sein Ballet Mécanique, wobei seine Aussagen allerdings oft widersprüchlich waren. Mit großer Vorsicht sind auch die Aussagen in seiner Autobiographie Bad Boy of Music zu betrachten, da Fantasie, Dichtung und Wahrheit hier oft ununterscheidbar dicht beieinander liegen.
So schreibt er dort z. B.: „Im Winter 1923/24 brachte ich den größten Teil meiner Zeit mit der Komposition des Ballet Mécanique zu… Die Arbeit war vor 1925 beendet und schloss eine Epoche meines Werkes und meines Lebens ab. Denn als das Ballett geschrieben war, spürte ich, dass ich nun endlich alles gesagt hatte, was ich in diesem fremdartigen, kalten, traumhaften und ultraviolett beleuchteten Medium zu sagen hatte … Das Ballet Mécanique folgte genau jenem „Traum“; es hatte nicht das geringste mit der Darstellung von Fabriken und Maschinenanlagen zu tun … Allerdings fand ich zu jener Zeit Maschinen sehr schön, dennoch hatte ich keinesfalls die Absicht, eine Maschine sozusagen direkt mit der Musik zu kopieren, wie es Honegger und Mossolow, beispielsweise taten. Meine Absicht war es vielmehr, dem Zeitalter, in dem ich lebte, sowohl die Schönheit wie auch die Gefahr seiner unbewussten mechanischen Philosophie und Ästhetik klarzumachen … Wie ich es betrachte, war mein Ballet Mécanique (richtig gespielt!) stromlinienförmig, glitzernd, kalt und häufig ebenso von „musikalischem Schweigen“ erfüllt wie der interplanetare Raum und ebenso häufig heiß wie ein elektrischer Glühofen …“
Antheil äußerte sich auch zu den Perioden der Stille: „Hier am Ende dieser Komposition, wo über längere Zeitspannen kein einziger Ton zu hören ist, wirkt die Zeit selbst als Musik … hier bewegte ich die Zeit, ohne sie zu berühren … Ich habe Zeit benutzt, wie Picasso die leeren Stellen seiner Leinwand benutzt haben mag. Ich habe z. B. nicht gezögert, einen Takt 100 mal zu wiederholen; ich habe nicht gezögert, nichts auf der Notenrolle zu haben, für 62 Takte …“ (gemeint sind hier 64 Achtelnoten).
An anderer Stelle schrieb Antheil: „Als ich in meinem Ballet Mécanique die mechanischen Möglichkeiten der Instrumente ausnutzte, vermochte ich Rhythmuswirkungen zu erzielen, die von menschlichen Wesen kaum gleichzeitig gezählt und exekutiert werden können, ganz zu schweigen von der einzigartigen Möglichkeit, Akkorde, Arpeggios und andere Figuren für das mechanische Piano zu schreiben, die die menschliche Hand nicht ausführen kann – gleichgültig, auf wie viel Hände man die Noten verteilt. (Dies entspricht nicht den Fakten, da das Stück ursprünglich für Pianisten geschrieben wurde und auch in der späteren Fassung praktisch immer die Möglichkeiten eines Pianisten berücksichtigt). Ich suchte die Schönheiten herauszufinden, die in der klaren und sauberen Reinheit mechanischer Musikmaschinen, besonders dem Pianola, schlummerten. Ich suchte die sehr exakte Grazie und Maschinengewehrfeuergeschwindigkeit, deren nur sie fähig sind, auszunutzen; … ich versuchte, die schlummernden Schönheiten der Pianolas und der anderen von mir verwendeten Maschinen herauszubringen. (An anderer Stelle, vergleiche oben, schrieb er hingegen: … es hatte nicht das geringste mit der Darstellung von Fabriken und Maschinenanlagen zu tun …) Ich bediente mich ihrer ‚Mängel’ als ihrer kennzeichnendsten Merkmale.“
1925 schrieb er: „Mein Ballet Mécanique ist die neue vierte Dimension der Musik … das erste Musikstück der Welt aus und für Maschinen … die erste Komposition in der Welt, die als durchgehendes Stück konzipiert ist, ohne Unterbrechung, wie ein solider Stahlträger.“
Bemerkenswert bleibt, dass Antheil in seiner Autobiographie bei der Beschreibung der Aufführungen des Ballet Mécanique das Pianola mit keinem Wort erwähnt.

## Die Aufführungen

### Die Aufführungen bis 2002
Zwischen 1925 und 1928 fanden nur sechs Aufführungen in unterschiedlichen Besetzungen statt, keine davon mit den ursprünglich geplanten 16 Pianolas. Erst mit der Entwicklung der Computertechnologie war es möglich, mehrere modifizierte Pianolas mit MIDI-Daten anzusteuern und exakt zu synchronisieren. Dies führte zu einer Renaissance der Aufführungspraxis. 1996 realisierte der Player-Piano-Spezialist Jürgen Hocker erstmals eine Aufführung mit zwei exakt synchronisierten Selbstspielflügeln, die je zwei Pianolastimmen übernahmen. 2002 erklang anlässlich des Klavier-Festivals Ruhr erstmals eine Aufführung mit 16 akustischen Selbstspielklavieren. Ab 1999 realisierte Paul Lehrman in den USA viele Aufführungen mit mehreren elektronischen –, später auch mit akustischen Klavieren.

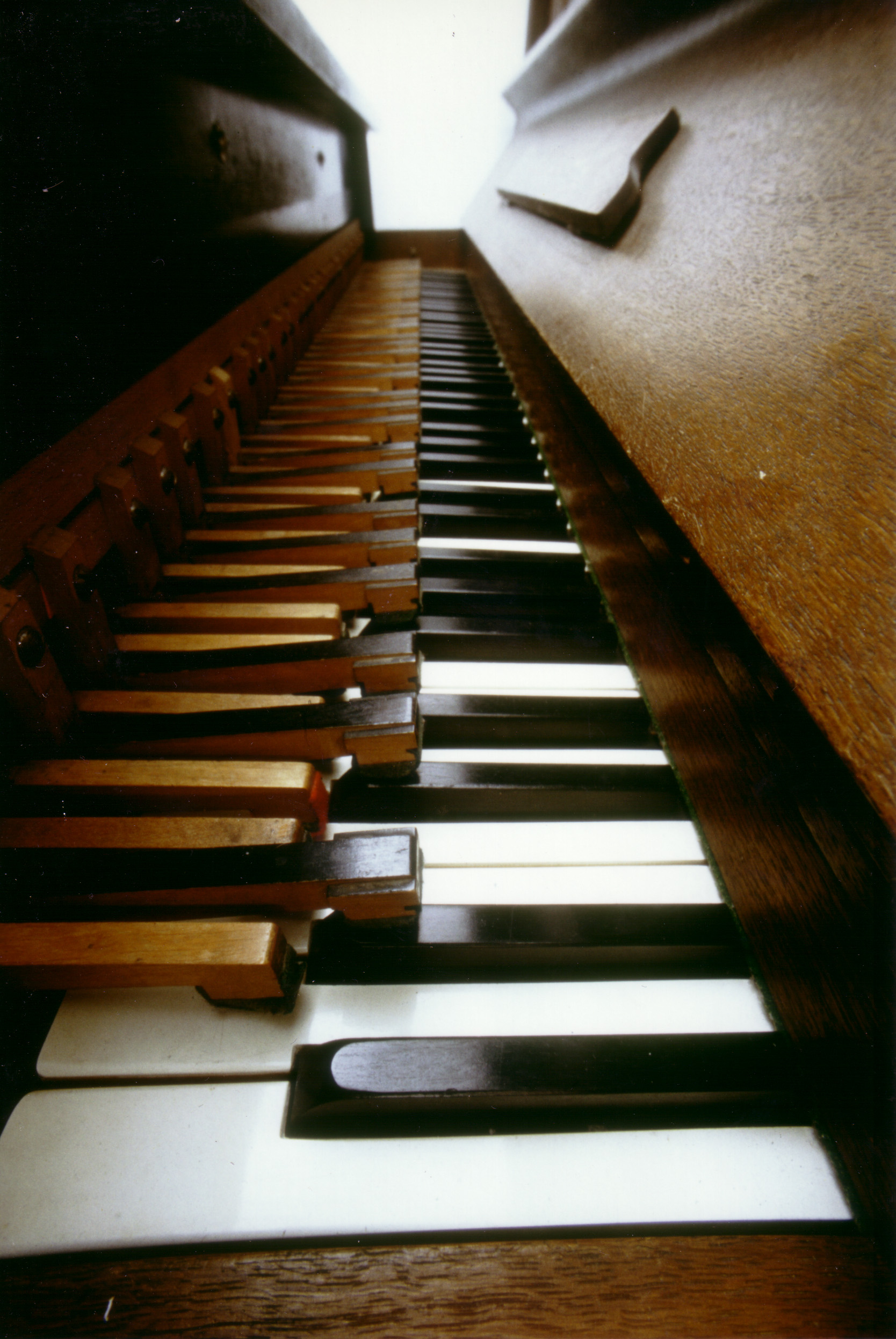
Vorsetzer spielen über filzbezogene 'Finger' ein normales Klavier.

#### Erste Aufführung in der Maison Pleyel
16. September 1925: Erste private Aufführung in der Version mit einem Pianola in der Maison Pleyel unter der Leitung von Bravig Imbs, in Abwesenheit Antheils. Das Pianola (Pleyela) wurde von einer Mitarbeiterin von Pleyel bedient. Die Aufführung, bei der u. a. James Joyce, Jacques Benoist-Méchin, Sylvia Beach und mehrere Kritiker anwesend waren, wurde zu einem großen Erfolg. So beschreibt Bravig Imbs seine Eindrücke: „Das Ballett war so intensiv und konzentriert, so fremdartig und irritierend für das Ohr, dass ein erleichtertes Aufatmen zu hören war, als die erste Rolle abrupt endete. Dann hörte man dieses merkwürdige, unschöne flatternde Geräusch als die Rolle schnell zurückspulte, und als dann die zweite Rolle eingelegt wurde, änderten die Anwesenden ihre Körperhaltung und spannten sich an, so als müssten sie in einen langen, gefährlichen Tunnel eintreten. Aber nun zeigte sich die liebenswürdige Seite Antheils, und ohne das Ungestüm des ersten Taumels zu verwischen wurde die Musik reicher, weniger schneidend mit einer Folge lyrischer Passagen. Trotzdem waren die Klangkombinationen, die Kadenzen so frisch, dass die neuen Eindrücke zugleich ermüdend und sehr erregend wirkten. Die dritte Rolle war gnädig kurz und schnell, eine brillante Klangballung die sich so nah wie möglich am Chaos bewegte und doch noch Musik blieb. Ich war begeistert und fühlte mich so wunderbar erschöpft, und sie [offensichtlich ist hier die Mitarbeiterin von Pleyel gemeint, die das Pianola wahrscheinlich über Fußtritte betätigte] belohnte mich mit einem matten Lächeln. Ich glaube, diese drei Rollen zu spielen war wie drei Meilen zu laufen.“
Antheil, der sich zu dieser Zeit in Tunis befand, hatte sich zuvor gemeinsam mit Imbs eine ‚Geschichte‘ ausgedacht, um seine Popularität und damit das Interesse am Ballet Mécanique zu steigern: Während Antheils Abwesenheit lancierte Imbs einen Zeitungsartikel in die Pariser Ausgabe des Chicago Tribune, in dem mitgeteilt wurde, Antheil sei in der Wüste verschollen und möglicherweise von Löwen gefressen worden.

#### Aufführung im Théatre des Champs Elysées
19. Juni 1926: Öffentliche Aufführung im Champs Elysées Théatre unter Vladimir Golschmann. Alle Versuche, sechzehn Pianolas über ein zentrales Pianola zu synchronisieren, misslangen. Deshalb verwendete Antheil nur ein Pianola, das von Jacques Benoist-Méchin, Förderer Antheils und Widmungsträger der ersten Fassung, bedient wurde. (Nach einer anderen Quelle bediente Antheil das Pianola.) Antheil schrieb an Mrs. Bok, die ihn über lange Zeit finanziell unterstützte: „… dies ist eine sehr viel praktischere Fassung, mit einem verstärkten Pianola, nur drei Xylophonen und einem entsprechend verringerten Schlagzeug, so dass die Kosten dieses vielbeschriebenen Stücks niedriger sind als das kostspielige erste und größere Arrangement.“
Das Theater mit 2500 Plätzen war ausverkauft. Unter den Zuhörern befanden sich Ezra Pound, T. S. Eliot, James Joyce, Darius Milhaud, Nadia Boulanger, Marcel Duchamp, Sergej Diaghilev, Constantin Brancusi, Alfred Knopf und Kussewitzki. Das Konzert wurde gleichzeitig zu einem Skandal (dem größten seit der Aufführung von Strawinskys Le Sacre du printemps) und zu einem großen Erfolg; Antheil wurde schlagartig zu einem der meistdiskutierten und bekanntesten Komponisten im Paris der frühen zwanziger Jahre.
Der Komponist und Pianist Aaron Copland schrieb an seinen Freund Israel Citkowitz: „Die Aufführung fand in einem hübschen Theater auf den Champs-Elysées statt mit mehr als 2000 Besuchern, jeder von ihnen in heller Aufregung und voller Erwartung, zum ersten Mal auf der Welt ein Programm zu hören, das – oh Wunder über Wunder – Musik Ihres einzigen wahren Rivalen bringt – George Antheil! der es fertig brachte, den „Sacre“ in den Schatten zu stellen mit Hilfe eines Pleyela … Ich wiederhole ernsthaft meine unerschütterliche Überzeugung – der Junge ist ein Genie.“
Hugh Ford beschreibt die chaotischen Begebenheiten während der Veranstaltung: „Als die Pianisten sich in der Mitte der Bühne an ihre Konzertflügel gesetzt hatten, war das Publikum bereits in Aufruhr. Der Tumult ebbte ab als George erschien und sich an das mechanische Klavier setzte, von dem aus er eine Ansammlung von Ventilatoren, Propellern, Xylophonen und andere Teile aus klangstarkem Metall steuerte. Plötzlich explodierte der erste Donnerschlag der Musik – ein fürchterliches Dröhnen von Schlagzeug – gefolgt von einem Wirrwarr von schroffen und misstönenden Rhythmen. Da ja viele Besucher darauf gefasst waren von den gewaltigen Klangmassen betäubt zu werden, waren die lautesten Stellen die beliebtesten. Immer wenn die Dynamik sich auf ein Mezzoforte senkte und der Rhythmus in den Vordergrund rückte, pfiff die Menge, klatschte und stampfte mit den Füßen. Nach der Hälfte des Stückes spaltete sich das Publikum in zwei entgegengesetzte Lager. Das eine, führerlos, fürchtete dass sein Gehörsinn dauerhaft geschädigt werde; das andere, organisiert, beeinflusst und angeführt von Ezra Pound, beantwortete jede Unmutsäußerung, jedes Zischen, Buhen, Pfeifen und Johlen mit lautstarken Beifallsrufen, wildem Applaus und höhnischen und spöttischen Bemerkungen; und Ezra Pound entströmten „fürchterliche französische Ausdrücke.“
Derweil lief das "Ballet" weiter, wobei es unmöglich war zu unterscheiden, welche Klänge von den Musikern und welche vom Publikum ausgingen. Im Orchester brachen Streitereien aus; die Gegner sprangen auf die Füße, zogen ihre Jacken aus und drängten in die Gänge. Pound, zur Tat entschlossen, stieg schnell und rücksichtslos von Galerie zu Galerie, trat dabei auf Hände und Köpfe die im Weg waren, landete mitten im Tumult, ließ der „einfachen Sprache des Unmuts“ freien Lauf und rief in gemischt französischem und amerikanischem Akzent: „Silence Imbeciles!“ Was er sonst noch sagte, war nicht zu hören, denn einmal gestartet konnte das Ballet Mécanique, wie eine Maschine in einem Chaplinfilm, nicht mehr gestoppt werden. Golschmann gab ein Zeichen, die Propeller in Aktion zu setzen. Ein lautes schwirrendes Geräusch füllte das Theater. Mantelkragen wurden hochgestellt, Schirme aufgespannt. William L. Shirer und Stuart Gilbert beobachteten mit Beunruhigung, wie der heftige Luftstrom die Perücke eines wohlbeleibten Herrn in der ersten Reihe erfasste und sie sanft und unbeschädigt in der hintersten Reihe des Theaters absetzte. Das war Musik, die man sowohl fühlen als auch hören konnte. Dann endete es plötzlich, so bebend wie es begonnen hatte. Applaus übertönte die letzten Spuren von Protest und er dauerte lange und laut genug an, um Antheil für zahlreiche Verbeugungen auf die Bühne zu rufen.“

#### Aufführung im Haus von Mrs. Gross

Ein Pianola wird über Fußtritte betrieben und Dynamik und Geschwindigkeit werden über Hebel und Knöpfe gesteuert.

Am 16. Juli 1926 fand eine halb öffentliche Aufführung im Haus von Mrs. Gross, der Frau eines amerikanischen Diplomaten, ebenfalls unter der Leitung von Vladimir Golschmann, statt. Dabei handelte es sich wahrscheinlich um eine Version für acht Pianisten ohne Pianola.
Antheil schreibt in seiner Autobiographie Bad Boy of Music: „Nach meiner heutigen Erinnerung war das große Haus nicht nur mit weiß behandschuhten Dienern, mit Gästen, Speisen und herrlichem Champagner gefüllt, sondern zudem noch mit Konzertflügeln: die Flügel hingen buchstäblich an der Decke. Das Ballet Mécanique ist nämlich für acht Klaviere instrumentiert – von den Xylophonen, dem Schlagzeug und allem übrigen ganz zu schweigen, wenn es auch später in der Carnegie Hall doppelt so viel Instrumente waren.
Natürlich blieb bei einem solchen Orchester kaum noch Raum für die Gäste – das war ein Versehen unsererseits. Die acht Flügel füllten den riesigen Wohnraum völlig aus und ließen nicht einen Daumen breit Platz. Deshalb wurden Xylophone und sonstige Schlaginstrumente im Nebenzimmer und auf der ungeheuren Treppe aufgebaut. Vladimir Golschmann, der dirigierte, stand auf dem mittleren Flügel. Und nun stellen Sie sich in diesem absolut überfüllten Haus noch zweihundert Gäste vor! In jedem Loch und Eckchen zwischen den Flügeln stand ein Gast. Ich glaube, mehrere hingen sogar an den Kronleuchtern – darunter aller Wahrscheinlichkeit nach auch die Herzogin von Clermont-Tonnerre; sie war ja eine solche Kunstschwärmerin! Ach so, und dazu kommt noch, dass es Sommer und ultraheiss war. Kurz, bis wir soweit waren, um endlich anzufangen, war nahezu jeder Bewohner von Paris anscheinend durch den Schornstein ins Haus gekommen, wartete und schwitzte nun in der Enge. Beim ersten Akkord des Ballet Mécanique flog beinahe das Dach vom Haus! Und bei der gigantischen Erschütterung fiel eine Anzahl von Personen um! Die übrigen Gäste wanden sich wie lebendige Sardinen in einer Büchse; die Klaviere unter, über und neben ihren Ohren dröhnten mächtig in einer fremdartigen Synchronisierung. Am Ende dieses überaus schweißtreibenden Konzerts wurde Champagner in großen Mengen serviert; die Leute waren sehr durstig, um nicht zu sagen: erschüttert und zerrüttet.“

#### Aufführung und Skandal in der Carnegie Hall in New York
10. April 1927, New York, Carnegie Hall: Aufführung mit einem elektrischen Klavier, zehn Flügeln, sechs Xylophonen, zwei großen Trommeln, Flugzeugpropeller (Windmaschine), Klingeln und Sirene, unter der Leitung von Eugene Goossens. Diese Veranstaltung wurde zu einem „Waterloo“ für Antheil, zu einem der größten Skandale der Musikgeschichte. Hauptverantwortlich für das Misslingen war der Konzertmanager Donald Friede, der eine ungeschickte Public-Relation-Kampagne inszenierte, indem er das erstmalige Auftreten Antheils in den USA mit großen Übertreibungen als Sensation ankündigte: Er verwies auf angeblich skandalöse Aufführungen in Paris und kündigte das Ereignis als „… Biggest Musical Event of the Year!“ und Antheil als „… Sensational American modernist composer“ an. Hinzu kamen extra angefertigte provozierend schrille Vorhänge im Hintergrund der Bühne sowie die Tatsache, dass zehn Baldwin-Flügel – die von zehn Pianisten gespielt wurden, darunter auch Aaron Copland – auf der Bühne mehr an eine Verkaufsschau der Firma Baldwin als an ein Konzert erinnerten. Antheil selbst meinte dazu: „Nun stellen Sie sich bitte die verdoppelte Anzahl von Klavieren, den phantastisch geschmacklosen Vorhang und den Flugzeugpropeller vor! An diesem Abend machten wir wirklich Zirkus in drei Manegen – sowohl visuell als auch akustisch!“ Die Aufführung, bei der Antheil ein Welte-Mignon-Selbstspielklavier bediente, geriet zu einem völligen Fiasko, sowohl in finanzieller als auch in musikalischer Hinsicht.
Einige Schlagzeilen in Rezensionen beschreiben das Desaster:
„Buhrufe empfangen Antheils Ballett der Maschinen — Vierzig Millionen Franzosen KÖNNEN sich doch irren! – Antheils Kunst entlädt sich auf erschreckte Ohren – Antheils Konzert erregt Aufsehen, gemischt mit Langeweile, aber keinen Aufruhr.“
In der Times in Toledo/Ohio konnte man lesen: „Ich muss gestehen, ich fand Antheils vielgerühmtes Ballet Mécanique ziemlich dumm, auch wenn es fürchterlich lärmend war … Für mich ist das Ballett eine einfältige und kunstlose Komposition.“
Ähnlich negativ war das Urteil in The New Yorker: „Geschwindigkeit und Mechanik waren da, aber Schönheit hatte sich noch nicht eingestellt, als das Werk endete. Es war eine harmlose Mischung aus ungleichmäßigen Zeitmaßen und Tonclustern ……
Herr Antheil scheint etwas von Kompositionstechnik zu verstehen, aber seine Ideen sind dürftig … die derzeitigen Werke des liebenswürdigen jungen Mannes aus Trenton sind höchst infantheil.“ Tief enttäuscht und ohne Geld kehrte Antheil nach Paris zurück.

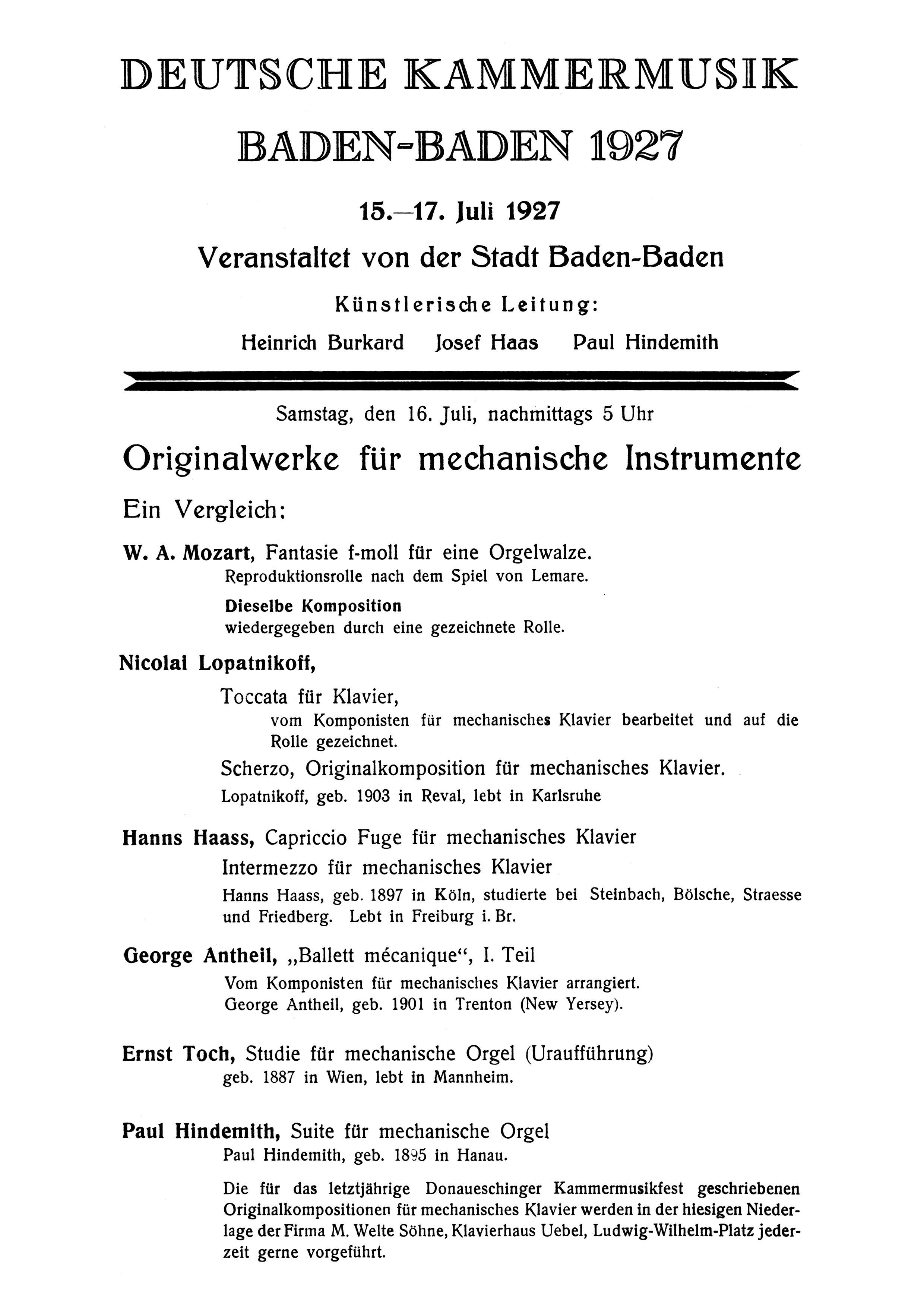
Aufführung einer Rolle des Ballet Mécanique 1927 in Baden-Baden, neben Originalkompositionen für Selbstspielklavier von Lopatnikoff, Haass, Toch und Hindemith.

#### Aufführungen 1927/28
16. Juli 1927: Aufführung der ersten (von drei) Notenrolle(n) anlässlich der Veranstaltung Deutsche Kammermusik in Baden-Baden (neben Werken für Selbstspielklavier Welte-Mignon von Lopatnikoff, Haass, Toch und Hindemith).
8. April 1928: Aufführung in Philadelphia unter Leopold Stokowski. (Keine näheren Angaben vorhanden.)

### Renaissance ab 1983
Nachdem die Komposition über fünfzig Jahre in Vergessenheit geraten war, erwachte – u. a. mit der Entdeckung Nancarrows – wieder das Interesse an Player Pianos und man begann sich Anfang der achtziger Jahre auch wieder mit dem Ballet Mécanique zu beschäftigen.
4. Februar 1983: Aufführung im Rahmen eines öffentlichen Konzertes der Hochschule für Musik in Köln im großen Konzertsaal in der Fassung für vier Klaviere und Percussions. Die vier Pianisten an vier Steinway Konzertflügeln: Jimin Oh, Patricia Arrenas, Richard Braun und Joseph Hölderle. Die 13 Percussionisten: Schlagzeugklasse Prof. Christoph Caskel. Dirigent: Ingo Metzmacher. (Mitschnitt in Privatbesitz)
16. Oktober 1983: Aufführung im Rahmen eines Konzertes der Gesellschaft freier künstlerischer Initiativen (GfkI) im großen Konzertsaal der Hochschule für Musik in Köln in der Fassung für vier Klaviere und Percussions. Die vier Pianisten an vier Steinway Konzertflügeln: Akemi Hashimoto, David Guerin, Richard Braun und Joseph Hölderle. Die 13 Percussionisten: Schlagzeugklasse Prof. Christoph Caskel. Dirigent: Ingo Metzmacher. (Mitschnitt des Veranstalters, heute in Privatbesitz). 

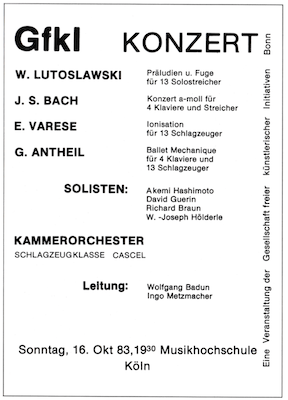
Die zweite Aufführung des "Ballet Méchanique" in 1983 in Köln mit 4 Klavieren und 13 Schlagzeugern unter Ingo Metzmacher. Klangaspekte einer Besetzung/Journal der MHS

12. Juli 1989: Aufführung in der Carnegie Hall unter Maurice Peress mit Rex Lawson an einem Pianolavorsetzer und acht Pianisten. Da die Komposition auf drei Klavierrollen verteilt ist, musste die Aufführung zweimal unterbrochen werden, damit die Rolle zurückgespult und eine neue eingelegt werden konnte.
2. März 1991: Aufführung der zweiten Fassung in Stockholm. Anders Wahlgren ‚spielte‘ den Pianolapart – ähnlich wie Lawson zwei Jahre zuvor – auf einem über Pedale betriebenen Instrument. Um Unterbrechungen durch das Zurückspulen der Rollen zu vermeiden, bediente er abwechselnd zwei Pianolas. Da die Originalrollen unbefriedigend waren, stellte der Notenrollenarrangeur Douglas Henderson für diese Veranstaltung neue Rollen her.
4. Juni 1996: Aufführung der zweiten Fassung durch Jürgen Hocker anlässlich 50 Jahre Südwestfunk in Baden-Baden unter Franz Lang. Die Noteninformationen wurden von dem Musikelektroniker Horst Mohr von einem Pleyelalochstreifen ‚gelesen‘ und in MIDI-Daten gewandelt und von Jürgen Hocker für zwei computersteuerbare Ampicoflügel arrangiert. (Die Computersteuerung der Instrumente wurde von Walter Tenten und Horst Mohr entwickelt.) Somit war es erstmals möglich, mehrere selbstspielende Klaviere exakt zu synchronisieren. Bei der Aufführung wurden zwei Ampicoflügel verwendet. Diese Fassung wurde am 5. Juni 1996 in Freiburg, am 6. Juni 1996 in Neuf Brisac, am 5. April 1998 in München und am 26. Juni 1998 in Völklingen wiederholt.
10. Mai 1999: Erstes Konzert einer Europatournee mit dem Ensemble Modern unter Leitung von Peter Rundel. Zur Aufführung kam die zweite Fassung des Ballet Mécanique mit zwei synchronisierten Selbstspielflügeln. Die Instrumente wurden über eine exakte MIDI-Datei gesteuert, die von Werner Funk aus der Partitur erstellt und von Jürgen Hocker für mehrere Instrumente arrangiert wurde. Neben dem Schlagzeugorchester, Propellern, Klingeln und einer Sirene spielten sechs ‚Livepianisten‘. Das Konzert wurde am 10. Mai in Wien, am 14. Mai in Köln, am 16. Mai in Frankfurt, am 18. Mai in Berlin und am 21. Mai in London wiederholt.
18. November 1999: Aufführung der zweiten Fassung an der University of Massachusetts Lowell unter Jeffrey Fischer. Erstmals sollten 16 ‚Pianolas‘ Verwendung finden. Neben akustischen Yamaha-Disklavieren wurden auch ‚elektronische‘ Keyboards verwendet. Planung und Durchführung lag in Händen von Paul Lehrman, der im Auftrag des G.Schirmer Musikverlags die MIDI-Datei erneut aus der Partitur erstellte. Die neue Version wurde (mit Veränderungen bei den akustischen / elektronischen Klavieren) am 2. April 2000 in der Carnegie Hall in New York (unter Dennis Russell Davies) und am 11. Juni 2000 in San Francisco (unter Michael Tilson Thomas) wiederholt. Es folgten mehrere Aufführungen in unterschiedlichen Besetzungen.
5. Mai 2002, Maastricht: Aufführung der zweiten Fassung in einem Arrangement für zwei synchronisierte Selbstspielflügel (analog der Bearbeitung für das Ensemble Modern) unter René Gulikers.
17. August 2002, Essen, Klavierfestival Ruhr: Aufführung im Rahmen des Abschlusskonzertes des Klavierfestivals mit zwei Ampicoselbstspielflügeln und vierzehn Yamaha-Disklavieren in der Bearbeitung von Hocker. Erstmalige Aufführung ohne elektronisch erzeugte Klänge. Für die unterschiedlichen Typen von Disklavieren sowie für die Ampicoinstrumente mussten unterschiedliche MIDI-Dateien erstellt werden.

## Zur Aufführungspraxis

### Möglichkeiten und Grenzen der Pianolas
Im Mittelpunkt des Ballet pour Instruments Mécaniques et Percussion stehen die Pianolas. Neben dem Schlagzeug, den Effekten und zwei Klavierstimmen notierte Antheil vier Pianolastimmen. Eine genauere Untersuchung der Pianolastimmen und ein Vergleich mit der ersten Fassung des Ballet Mécanique zeigte, dass es sich bei den Pianolastimmen eigentlich um vier Klavierstimmen für Pianisten handelt. Aus diesem Grund macht die Verteilung auf vier Pianolas, so wie sie in der Partitur angegeben ist, wenig Sinn. Für eine maximale Lautstärke und Präsenz ist es bei einem Pianola notwendig, die Töne optimal im Bass- und Diskantbereich zu verteilen. (Dies ist eine Konsequenz der geteilten Windlade bei Selbstspielklavieren.) Antheil hingegen nutzt meist bei einem Pianola nur den Bassbereich, beim anderen nur den Diskantbereich. Auch eine weitere Eigenart der Pianolas wurde von Antheil nicht berücksichtigt: Üblicherweise ist der Klang umso lauter, je mehr Töne gleichzeitig erklingen. Dies trifft für Aggregate bis etwa 15 Töne auch für das Pianola zu. Werden jedoch mehr Töne gleichzeitig angeschlagen, so sinkt der Unterdruck und somit die Kraft des Anschlags, weil die Vakuumpumpe an die Grenze ihrer Kapazität kommt: Die Tonaggregate und Cluster werden also mit zunehmender Anzahl von Tönen wieder leiser.

### Aufführungen mit zwei synchronisierten Selbstspielflügeln
Zur Aufführung 1996 standen die beiden synchronisierbaren Selbstspielflügel von Jürgen Hocker und ein Lochstreifen der Firma Pleyel zur Verfügung, auf dem die Noten aller vier Pianolas zusammengefasst waren. Der Lochstreifen wurde mit einem Lochstreifenleser als MIDI-Datei eingelesen und die Stimmen so auf die beiden Instrumente verteilt, dass alle Töne präzise angeschlagen wurden und eine ausreichende Lautstärke erzielt werden konnte. Dieser Version fehlte jedoch die exakte Rhythmik und die notwendige maschinenhafte Präzision. 1999 wurde deshalb eine exakte MIDI-Datei nach Antheils Partitur erstellt und die Stimmen auf zwei Selbstspielflügel verteilt.
Bei der Aufführung 2002 stellte sich die Frage nach der Verteilung der vier Pianolastimmen auf die 16 ‚Pianolas‘. Nach Antheils Angaben sollten die Instrumente in Gruppen zu je vier Pianolas aufgeteilt werden, die jeweils gemeinsam spielten. Die Aufteilung nach den vier Pianolasystemen der Partitur war jedoch nicht sinnvoll: Bei einer Gesamtlänge von 1240 Takten waren nur 34 Takte (weniger als 3 %) mit vier unterschiedlichen Systemen und nur ca. 270 Takte (ca. 22 %) mit drei unterschiedlichen Systemen notiert, d. h. die Hälfte der Instrumente wäre nur ganz selten zum Einsatz gekommen. Bei der nun vorliegenden Fassung standen bei der Verteilung der Stimmen die Möglichkeiten der Player Pianos und Disklaviere sowie die größtmögliche Präsenz der Musik im Mittelpunkt, wobei natürlich Antheils Intentionen berücksichtigt wurden.

### Zur Tempofrage
Zum Tempo gibt es mehrere widersprüchliche Angaben: In einer vorläufigen Schirmer-Ausgabe findet sich die Angabe Viertel = 75. In Antheils Anmerkungen für die Pleyelarolle steht: ‚Speed 85‘. In beiden Fällen handelt es sich um keine Metronomangabe, sondern um die Geschwindigkeit der Notenrolle. An anderer Stelle vermerkt Antheil: MM Viertel = 152. Diese extrem hohe Geschwindigkeit kann jedoch weder von den Musikern noch von den Pianolas durch die ganze Komposition beibehalten werden. Die 1953 von Antheil überarbeitete Partitur Ballet Mécanique, in der zwar auf das Pianola verzichtet, aber das gleiche thematische Material benutzt wird, enthält die Angabe Allegro (ferocé) Viertel = 144-160. Ein Blick in die früheren Partitur ergibt, dass es wenig sinnvoll ist, die ganze Komposition im gleichen Tempo aufzuführen, insbesondere, weil an einer Stelle das ‚Thema‘ in doppeltem Tempo erscheint (Zweiunddreißigstel statt Achtel). Sollte diese Stelle spielbar bleiben, so müsste man extrem langsam beginnen, was dem Charakter der Komposition widersprechen würde. Musikalisch sinnvoll ist es, mit einem recht zügigen Tempo (Viertel = 132) zu beginnen und dieses an mehreren Stellen zu reduzieren.

### Zur Frage der Dynamik
Fragen stellen sich auch in Bezug auf die Dynamik: Die oft vertretene Ansicht, das Stück müsse in einem durchgehenden Forte gespielt werden, ist revisionsbedürftig, da sie wahrscheinlich darauf zurückzuführen ist, dass eine dynamische Differenzierung auf einem oder gar mehreren Pianolas nicht möglich schien. Die Partitur der ersten Fassung zeigt durchaus vereinzelt Angaben zur Dynamik bis fffff einschließlich Crescendi sowie Pedalangaben. In der Pianolafassung wird zwar auf Dynamik- und Pedalangaben verzichtet, sie enthält jedoch viele Akzentzeichen. Die darüber hinausgehende Dynamik ergibt sich für die Musiker intuitiv und sollte auch bei den Pianolas berücksichtigt werden. So können sich z. B. die ‚Livepianisten‘ erst akustisch durchsetzen, wenn die Lautstärke der Pianolas an den entsprechenden Stellen drastisch reduziert wird. Es gibt zudem Berichte darüber, dass Antheil, der während einiger Aufführungen das Pianola selbst bediente, sowohl das Tempo als auch die Dynamik veränderte. Auf einer Notenrolle findet man Antheils handschriftliche Anmerkungen wie z.B: „slower here“, „louder, pause“ oder „bass pedal“. Zudem sollten die 16 Pianolas je nach erwünschter ‚Lautstärke‘ geschaltet werden („… switching on 16 or 1, as might be necessary to the sonority“). Obwohl die 16-Pianola-Version zur Zeit ihrer Entstehung wegen Problemen bei der Synchronisierung nicht aufgeführt werden konnte, ist dies ein deutlicher Hinweis, dass Antheil keine einheitlich durchgehende Lautstärke wünschte.
Obwohl das Ballet Mécanique bereits vor 1924 entstanden ist, begann man erst um 1990, sich ernsthaft mit der Musik und den Aufführungsmöglichkeiten auseinanderzusetzen. Wenn Antheil auch nicht die Bedeutung von Strawinsky erlangte, so darf das Ballet Mécanique doch als ein Schlüsselwerk, als eine der innovativsten, kraftvollsten und provozierendsten Kompositionen des beginnenden 20. Jahrhunderts angesehen werden.